# Mare de Déu dels Dolors del Mas Seriès
Mare de Déu dels Dolors del Mas Seriès és una capella del terme comunal de vila de Ceret, a la comarca del Vallespir (Catalunya del Nord), situada en el Mas Seriès.
És a la dreta del Còrrec de Noguereda, a prop del camp de futbol de la Font Calda, a ponent del Mas Seriès. És a prop al sud-est de la vila.